# Onesia elliptica
Onesia elliptica är en tvåvingeart som först beskrevs av Macquart 1847.  Onesia elliptica ingår i släktet Onesia och familjen spyflugor. Inga underarter finns listade i Catalogue of Life.